# Голі зяброноги
Голі зяброноги (Anostraca) — ряд зяброногих ракоподібних.

## Опис
Ряд включає переважно дрібні види (до 1 см завдовжки), але деякі види (Branchinecta gigas) можуть досягати i до 15 см. Порівняно з іншими зяброногими вони характеризуються в основному подовженим, приблизно циліндричним тілом і відсутністю панцира. Їхнє тіло, яке має дуже очевидну метамерію, поділяється на три частини: голову, груди, оснащені 11 парами плавальних придатків, що виконують дихальну та фільтрувальну функції, і черевце, яке в початковій частині містить органи розмноження: яєчний мішок у самиці і пара рівних пенісів у самця.

## Поширення
Ряд трапляється на всіх континентах, у всіх зоогеографічних поясах. Більшість видів відомі лише у типовому місцезнаходженні, або у 2—3 місцевостях. Центром біорізноманіття ряду є Балкани.

## Спосіб життя
Голі зяброноги є неселективними фільтраторами органічних речовин і фітопланктону. Винятком є деякі види роду Branchinecta, які мають хижі звички.
Зазвичай це види, які, живучи у водах зі змінною солоністю та в екстремальних умовах навколишнього середовища, розвинули певні форми адаптації. Яйця (цисти) цих ракоподібних, по суті, можуть залишатися в фазі спокою і протистояти нестачі води та зимовому замерзанню, навіть протягом тривалого часу, щоб відновити розвиток лише тоді, коли умови середовища знову стають сприятливими.
Вони мають особливість плавати черевною поверхнею тіла, зверненою вгору, вони є планктонними організмами і пересуваються завдяки метахрональним биттям грудних придатків. Їхнє положення під час плавання, здається, є результатом позитивного фототропізму.

## Систематика
Anostraca є найрізноманітнішим із чотирьох рядів Branchiopoda. Він включає близько 313 видів, згрупованих у 26 родів у восьми родинах:
- Artemiidae – 1 рід, 8 видів
- Branchinectidae – 1 рід, 45 видів
- Branchipodidae – 5 родів, 35 видів
- Chirocephalidae – 9 родів, 81 вид
- Parartemiidae – 1 рід, 18 видів
- Streptocephalidae – 1 рід, 56 видів
- Tanymastigidae – 2 роди, 8 видів
- Thamnocephalidae – 6 родів, 62 види